# Thitipong Lapho
Thitipong Lapho (Thai: ฐิติพงศ์ ลาโพธิ์; * 28. April 1980) ist ein thailändischer Badmintonspieler. 

## Karriere
Thitipong Lapho gewann 2010 die thailändischen Meisterschaften im Herrendoppel mit Patipat Chalardchaleam. 2010 nahm er auch an den Asienspielen teil. Dort gewann er mit dem Herrenteam aus Thailand die Bronzemedaille im Mannschaftswettbewerb.

## Sportliche Erfolge
| Saison | Veranstaltung                | Disziplin    | Platz | Name                                     |
| ------ | ---------------------------- | ------------ | ----- | ---------------------------------------- |
| 2010   | Thailändischen Meisterschaft | Herrendoppel | 1     | Patipat Chalardchaleam / Thitipong Lapho |
| 2010   | Asienspiele                  | Herrenteam   | 3     | Thailand                                 |